# Skytte vid olympiska sommarspelen 2012 - Damernas skeet
Damernas skeet-tävling vid olympiska sommarspelen 2012 ägde rum den 29 juli 2012 i Royal Artillery Barracks.

## Medaljörer
| Event | Guld            | Silver         | Brons                 |
| Skeet | Kim Rhode (USA) | Wei Ning (CHN) | Danka Barteková (SVK) |

## Kvalificeringsrunda
| Placering | Skytt                   | Land           | 1  | 2  | 3  | Tie Break | Totalt | Noteringar |
| --------- | ----------------------- | -------------- | -- | -- | -- | --------- | ------ | ---------- |
| 1         | Kim Rhode               | USA            | 25 | 25 | 24 |           | 74     | Q, OR      |
| 2         | Danka Barteková         | Slovakien      | 25 | 22 | 23 |           | 70     | Q          |
| 3         | Marina Belikova         | Ryssland       | 24 | 23 | 22 |           | 69     | Q          |
| 4         | Wei Ning                | Kina           | 24 | 19 | 25 |           | 68     | Q          |
| 5         | Christine Wenzel        | Tyskland       | 22 | 23 | 23 |           | 68     | Q          |
| 6         | Chiara Cainero          | Italien        | 22 | 21 | 24 | 2         | 67     | Q          |
| 7         | Therese Lundqvist       | Sverige        | 22 | 22 | 23 | 1         | 67     |            |
| 8         | Francisca Crovetto      | Chile          | 22 | 22 | 22 |           | 66     |            |
| 9         | Angelina Michshuk       | Kazakstan      | 22 | 22 | 22 |           | 66     |            |
| 10        | Veronique Girardet      | Frankrike      | 22 | 23 | 21 |           | 66     |            |
| 11        | Sutiya Jiewchaloemmit   | Thailand       | 20 | 23 | 22 |           | 65     |            |
| 12        | Lucia Liliana Mihalache | Rumänien       | 25 | 20 | 20 |           | 65     |            |
| 13        | Çiğdem Özyaman          | Turkiet        | 23 | 20 | 20 |           | 63     |            |
| 14        | Elena Allen             | Storbritannien | 20 | 20 | 20 |           | 60     |            |
| 15        | Lauryn Mark             | Australien     | 17 | 22 | 20 |           | 59     |            |
| 16        | Panagiota Andreou       | Cypern         | 15 | 22 | 20 |           | 57     |            |
| 17        | Mona El-Hawary          | Egypten        | 14 | 20 | 17 |           | 51     |            |

## Final
| Placering | Skytt            | Land      | Kval | Final | Totalt | Bronsmatch Tie Break | Noteringar |
| --------- | ---------------- | --------- | ---- | ----- | ------ | -------------------- | ---------- |
| 1         | Kim Rhode        | USA       | 74   | 25    | 99     |                      | WR         |
| 2         | Wei Ning         | Kina      | 68   | 23    | 91     |                      |            |
| 3         | Danka Barteková  | Slovakien | 70   | 20    | 90     | 4                    |            |
| 4         | Marina Belikova  | Ryssland  | 69   | 21    | 90     | 3                    |            |
| 5         | Chiara Cainero   | Italien   | 67   | 22    | 89     |                      |            |
| 6         | Christine Wenzel | Tyskland  | 68   | 21    | 89     |                      |            |